# Solar Ark
Die Solar Ark (englisch für Solar-Arche; jap. ソーラーアーク) ist eine bogenförmige, freitragende Photovoltaikanlage in Ampachi, Japan.
Die Anlage wurde im Jahr 2001 von Sanyo erbaut und hat eine Länge von 315 m. Im Inneren befindet sich ein interaktives Museum rund um das Thema Solarenergie. Die 5046 Solarmodule produzieren jährlich ungefähr 530 MWh elektrischer Energie.

## Geschichte
Mit der Solar Ark wollte Sanyo zum 50-jährigen Firmenjubiläum und Beginn des neuen Jahrtausends ein Zeichen zur Nachhaltigkeit setzen. Die Solar Ark war als Teil einer Solaranlage mit insgesamt 3,4 MW Leistung geplant. Ein Megawatt sollte dabei alleine die Solar Ark beitragen. Hierzu sollten Solarmodule mit Sanyos damals neuster HIT-Technologie verbaut werden, die durch die Kombination von monokristallinem Silizium mit einer amorphen Dünnschichtzelle einen Wirkungsgrad zwischen 14 und 15 % erreichen sollten.
Im Oktober 2000 kam es jedoch zu einem Skandal, nachdem bekannt wurde, dass große Mengen herkömmlicher Photovoltaikzellen aus laufender Produktion wissentlich mit Leistungen unter den deklarierten Angaben verkauft worden waren. Große Mengen bereits verkaufter Module mussten daraufhin vom Hersteller zurückgenommen werden. Aus Imagegründen und um den finanziellen Verlust zu begrenzen, wurden diese zurückgerufenen Module daraufhin an der Solar Ark montiert. Statt der neuesten Module wurden nun degradierte alte Modelle installiert, was die anfänglich projektierte Leistung von 1 MW auf 630 kW reduzierte.
Der Bau der restlichen 3,4-MW-Photovoltaikanlage, eines wellenförmigen Feldes und einer Anlage auf dem nebenstehenden Firmengebäude, wurde auf unbestimmte Zeit verschoben. Am 3. April 2002 wurde die Solar Ark schließlich offiziell eröffnet.
Nach der Übernahme von Sanyo durch Panasonic wurde das an der Solar Ark angebrachte Logo durch das Panasonic-Logo ersetzt.

## Konstruktion

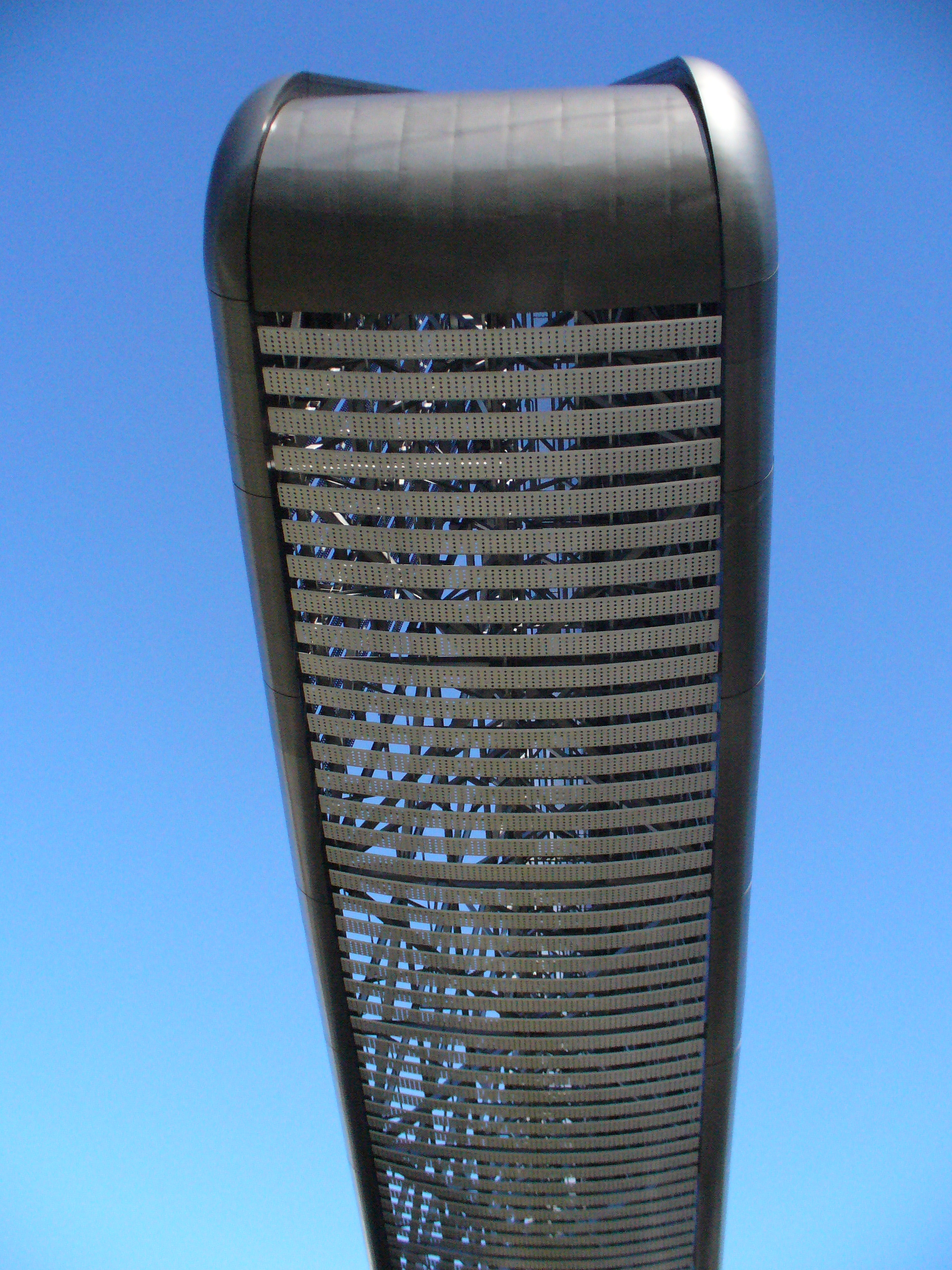
Blick von unten in die Tragkonstruktion

Die Architektur der Solar Ark ist an ein Schiff, die Arche, angelehnt und soll den Aufbruch sowie die Fahrt ins neue Jahrtausend verdeutlichen. Von Bug bis Heck misst dieses nachempfundene Schiff 315 m. Die Struktur ist als Stahl-Fachwerkkonstruktion ausgeführt und wiegt ungefähr 3000 t. Insgesamt ergibt sich dadurch eine Fläche von 7500 m², die um 81° gegenüber der Horizontalen und um 20° nach Westen gegenüber Süden ausgerichtet ist. Innerhalb dieser Stahlkonstruktion befindet sich ein interaktives Museum zum Thema Solarenergie, das statisch jedoch unabhängig von der restlichen Solar Ark ist.
Die gesamte Konstruktion ruht auf vier Säulen, die nahtlos gefertigt wurden und die zusammen noch einmal ca. 224 t wiegen. Jede dieser Säulen wird von einem Fundament aus Stahlbeton getragen, das je vier 31 m lange Pfähle beinhaltet. Das gesamte Fundament wiegt weitere 5000 t. Dies verleiht der Solar Ark eine Beständigkeit gegenüber Wind bis 34 m⁄s und Erdbeben bis zu einer Stärke von 7 auf der japanischen Skala.
Die erzeugte elektrische Spannung wird in zwei Wechselrichtern von 270 V Gleichspannung auf 440 V Wechselspannung umgerichtet, anschließend auf 6600 V transformiert und dem nahegelegenen firmeneigenen Werk zugeführt.
Um die Idee des Schiffes architektonisch zu untermauern, ist die Solar Ark mit Wasserinstallationen (Teichen, Fontänen, Wasserkaskaden) umgeben.

## Technische Daten
| Kenngröße                        | Daten           |
| -------------------------------- | --------------- |
| Länge                            | 315 m           |
| Höhe                             | 37,1 m          |
| Gewicht                          | ca. 3000 t      |
| Anzahl Solarmodule               | 5046            |
| Max. Leistung                    | 630 kW          |
| jährliche Produktion el. Energie | ca. 530.000 kWh |